# Steve Kramer
Steven M. Kramer (San Juan Capistrano, 1 de Março de 1950) é um ator e dublador estadunidense.

## Filmografia

### Personagens animados
- 3x3 Eyes - Frog Demon, Mama
- The Adventures of Manxmouse - Mr. Pettin/Ethan/Truck Driver/Radio Announcer
- Aesop's Fables - The Grasshopper
- Ah! My Goddess: The Movie - Varios Personagens
- Akira - Roy (Streamline dub), Vozes Adicionais (Animaze dub)
- Apocalypse Zero - Zenigata
- Appleseed - Commander Lance
- Arc the Lad - Chimera, Operative, Soldier
- Argento Soma - FUNERAL Board
- Around the World with Willy Fog - Constable Bully
- Ayakashi Ayashi: Ayashi Divine Comedy - Yozo Torii
- Babel II - Babel
- Babel II: Beyond Infinity - Murai, Old Monk, UN Soldier
- Bakuto Sengen Daigunder - Despector
- The Big O - Bonnie Frazier
- Bleach - Shunsui Kyōraku, Barragan Luisenbarn
- Bleach: Fade to Black - Shunsui Kyoraku
- Bleach: Hell Verse - Murakumo
- Bobobo-bo Bo-bobo - Gechappi, Gasser's Neckbelt, Lead Battleship Special Forces Member, Lapalapa, General Lee Fishcake
- Blue Dragon - Talta Village Elder
- Carried by the Wind: Tsukikage Ran - Benitsubaki Clansman, Official, Restaurant Owner, Scam Victim
- Code Geass: Lelouch of the Rebellion - Priest (Ep. 13)
- Cowboy Bebop - Antonio (Ep. 1), Huey, Otto, Whitney Matsumoto
- Cowboy Bebop: The Movie - Carlos
- Crimson Wolf - Shinoda, Genghis Khan, Assassin
- Cyborg 009 - Cyborg 006 (Chang Changku)
- Daigunder - Despector
- Detatoko Princess - Fitness Brother, Mayor
- Digimon Adventure - Garurumon, WereGarurumon, MetalGarurumon
- Digimon Adventure 02 - Starmon
- Digimon Data Squad - Rocky, Vilemon
- Digimon Tamers - Baihumon
- Digimon Frontier - Cerberumon
- Dirty Pair: Project Eden - Wattsman (Streamline dub)
- Dogtanian and the Three Muskehounds - Pip
- Doomed Megalopolis - Kuroda
- Early Reins - Col. Spencer
- Eureka 7 - Axel Thurston
- éX-Driver - Businessman, Dad, Driver
- Fake - Berkeley Rose, Ted
- Fighting Spirit - Mr. Yasuda
- Figure 17 - Isamu Kuroda
- FLCL - Nanadaba Shigekuni, Train Announcer, Martians Baseball Player
- Fushigi Yūgi - Mayo's Father (Eikoden), Seiryu Seiken
- Freedom - Chimpster
- Gad Guard - Attorney, Bartender, Gang Member 1, Man in Casino 1, Morro, Officer 1, Shopkeeper, Stallkeeper
- Gate Keepers - Rescue Worker
- Geneshaft - Chata, Ewers
- Ghost in the Shell: Stand Alone Complex - Churnow, Tadokoro
- Ghost in the Shell: Stand Alone Complex 2nd Gig - Tadokoro
- Ghost Slayers Ayashi - Yozo Torii, Ryudo's Employee, Vassal
- Grimm's Fairy Tale Classics - Wolf (Little Red Riding Hood)
- Gungrave - Randy
- .hack//Legend of the Twilight - Hot Spring Granny
- Heat Guy J - Mauro (2nd Voice "after the death of Anthony Mozdy")
- Idol Project - Ivie
- Immortal Grand Prix (microseries) - Dimmer
- Jungle de Ikou! - Ahem
- Kaze no Yojimbo - Detective Saeki
- Kurokami: The Animation - Bernhardt
- Kyo Kara Maoh! - Alford's Father, Bob, Heathcrife, Pirate, Shas, T-Zou
- Last Exile - Claimh-Solais Crewman, Fuel Attendant #1, Vanship Union Operator #1
- Leave it to Piyoko! - BGG Gang Member B, Horse, Robot
- Lensman - Worsel
- Lily C.A.T. - Dular
- A Little Snow Fairy Sugar - Henry, Lancelot the Turtle, Luchino
- Lupin III: The Castle of Cagliostro - Ishikawa Goemon XIII (Streamline release)
- Mahoromatic: Something More Beautiful - Chocolate Chef, Delivery Man, Green Grocer, Management Leader/Oda Nobunaga, Street Thug 2
- Maple Town - Wilde Wolf
- MÄR: Märchen Awakens Romance - Gaira
- Mars Daybreak - EF Helmsman
- The Melancholy of Haruhi Suzumiya - Shamisen
- Mirage of Blaze - Nue, Teacher, Shingen Takeda
- Mobile Suit Gundam F91 - Bobulz, Gillet Krueger
- Mobile Suit Gundam: The 08th MS Team - Terry Sanders Jr.
- Mobile Suit Gundam: The Movie Trilogy - Tem Ray, Twaning
- Monster - Dr. Heinemann
- Mushrambo - Katris
- My Neighbour Totoro - Professor Kusakabe (streamline dub)
- Moribito: Guardian of the Spirit - Master Star Reader, Taga
- The Secret of Blue Water - Hanson (Streamline dub)
- Naruto - Third Hokage, Fish Seller
- Naruto Shippuden - Third Hokage
- Neo Tokyo - Driver
- New Getter Robo - Tsuna Watanabe
- New Gigantor - Inspector Ohtsuka
- Nightwalker - Director
- Ninja Cadets - Yukinobu
- Nodame Cantabile - Hidemi Saku, Sebastiano Viera, Takehiko Miyoshi, Tatsumi Mine
- Noein - Takuya Mayuzumi, Isuka, The Time Drifter
- Noozles - Osgood
- Nura: Rise of the Yokai Clan - Hebidayu, Professor Adashibara
- Otogi Zoshi - Regent, Tetsu
- Outlaw Star - Hadul
- Overman King Gainer - Pelhar
- Patlabor WXIII - Boat Captain, Detective, Engineer, Labor Technician, Police Officer, Security Guard, Yoshitake Misaki
- Phoenix - Kadan, Officer, Tsume Otoko (Sun Chapter)
- Requiem from the Darkness - Mataichi
- Robotech - Angelo Dante
- Rurouni Kenshin - Dr. Gensai, Police Officer (Ep. 33), Jirokichi Ebisu, Shakku Arai (Ep. 40), Shibumi
- Saint Tail - Little
- Saiyuki Gunlock - Demon, Jiroshin, Priest, Servant
- Saiyuki Reload - Demon, Jiroshin, Servant, Tech
- Sakura Wars: The Movie - Musei Edogawa
- Samurai Champloo - Kariya Kagetoki
- Scrapped Princess - Old Man
- S-CRY-ed - Ayu Dairen
- Shinzo - Katris, Hyper Chiro, Panda
- Sol Bianca: The Legacy - Manager
- Space Pirate Captain Harlock - Crewmember/Bar Patron/Prime Minister/Additional Voices
- Tenchi Muyo! GXP - King Balta
- Tenjho Tenge - Dougen Takayanagi
- Transformers: Robots in Disguise - Cerebros, R.E.V.
- Urda - Baltram
- Vampire Hunter D - Dr. Fehring
- When They Cry - Teppei Hojo, Tatsuyoshi Kasai
- Wicked City - Jin
- Wild Arms: Twilight Venom - Dr. Sabriskie
- Witch Hunter Robin - Syndicate Gunman #3, Thug
- Wolf's Rain - Moss
- Wowser - Wowser
- X - Scientist

### Personagens em animes
- The Animated Alias: Tribunal - Rudolph Gaborno
- Fly Me to the Moon - Leonid
- The Happy Cricket - General
- Iznogoud - Iznogoud and outros
- Jin Jin and the Panda Patrol - Dr. Maniac
- Lilo and Stitch - Vozes Adicionais
- Little Mouse on the Prairie - Grandpa, B.C.
- The Little Polar Bear - Seagull #1
- Oliver Twist[desambiguação necessária] - Additional Voices
- The Return of Dogtanian - Pip
- Walter Melon - Vozes Adicionais
- Willy Fog 2 - Constable Bully
- Wisdom of the Gnomes - Holler
- The Wuzzles - Vozes Adicionais

### Como ator
- Adventures in Voice Acting - Ele Mesmo
- Babe: Pig in the City -
- Big Bad Beetleborgs - Mucant (voz)
- CSI: NY - Administrative Judge
- Dallas
- Dante's Cove - Kevin's Stepfather
- Desperate Housewives - Detective Hewitt
- Drake and Josh
- End of Days - Businessman
- ER - Pediatric Surgeon
- Everybody Hates Chris - Superintendent
- Falcon Crest - FBI Agent 1
- Gilmore Girls - Sam
- The Golden Girls - Dr. Stephen Deutsch
- Grosse Pointe - Director
- Hallo Spencer - Poldi, Karl-Gustav
- The Handler - Man
- Hooperman
- House MD - Ken
- Huff - Allen Meeks
- Hunter - Duty Officer
- Jake and the Fatman - Doctor
- Just Can't Get Enough - Detective Martin
- Looking for Comedy in the Muslim World - Sam Loman
- Love Boat: The Next Wave - 1st Mate
- Love Thy Neighbour - 3rd Guest
- Malcolm in the Middle - Doctor
- Masked Rider - Cyclopter (voz)
- Mighty Morphin' Power Rangers - Gnarly Gnome, Slippery Shark, Robogoat, Hatchasaurus (2nd voice), Cyclopter (vozes não creditada)
- The Naked Truth - Duchovny's Lawyer
- The Oldest Rookie - Willard Haskell
- One on One - Janitor
- Onmyoji - Doson (voz)
- Pacific Blue - Agent Hardy
- Power Rangers Zeo - Wolfbane (voice, uncredited)
- Power Rangers Turbo - Dreadfeather (voice, uncredited)
- Power Rangers in Space - Darkonda, Darkliptor (voices)
- Power Rangers Time Force - Electropede (voice)
- Power Rangers Wild Force - Turbine Org (voice)
- Roseanne - Roger's Father
- Rusty: A Dog's Tale - Additional Voices (voice)
- The Story Lady - Salesperson
- Ultraman: The Ultimate Hero - Dan
- VR Troopers - Drillbot, Terminoid, Transgressor (voices)
- The West Wing - Deputy Secretary
- The Young and the Restless
- Zeiram - Murata (voz)
- Zeiram 2 - Store Manager, Shop Keeper, Th (voices)
- 10-8: Officers on Duty - Gary Thorsen
- 24: Conspiracy - James Sutton

### Video games
- Assassin's Creed - Additional voices
- Baten Kaitos Origins - Dark Brother
- Bleach: Shattered Blade - Shunsui Kyōraku
- Bleach: Soul Resurrección - Shunsui Kyōraku
- Blood and Magic - Voz
- Dirge of Cerberus: Final Fantasy VII - Incidental Characters
- Final Fantasy XIII - Additional Voices
- Gundam Side Story 0079: Rise From the Ashes - Visch Donahue, Additional Voices
- Lords of EverQuest - Additional Voices
- Naruto: Clash of Ninja 2 - Third Hokage
- Naruto: Rise of a Ninja - Third Hokage
- Naruto: The Broken Bond - Third Hokage
- Naruto: Ultimate Ninja - Third Hokage
- Naruto: Ultimate Ninja 2 - Third Hokage
- Naruto: Ultimate Ninja 3 - Third Hokage
- Naruto Shippuden: Ultimate Ninja 4 - Third Hokage
- Naruto: Ultimate Ninja Storm - Third Hokage
- Paraworld - Hermit, Kleeman
- Robotech: Battlecry - Skarrde
- Skyrim - Additional voices
- Space Channel 5 - Jaguar
- Star Trek: Judgment Rites - Azrah, James Munro, Klingon Aide
- World of Warcraft - Additional Voices

### Adaptação de script
- The Adventures of Tom Sawyer
- Bakuto Sengen Daigunder
- Battle B-Daman
- Bleach
- Bleach: The Hell Verse
- Blue Dragon'
- The Cockpit
- Daigunder
- Digimon Adventure
- Dinozaurs
- The Dog of Flanders
- Gatchaman
- Geneshaft
- Gestalt
- Grimm's Fairy Tale Classics
- Honeybee Hutch
- Little Bits
- Maple Town
- Maya the Bee
- Metal Fighter Miku
- Mighty Morphin' Power Rangers
- Mon Colle Knights
- Monster
- Mushrambo
- Noozles
- Ox Tales
- The Return of Dogtanian
- Robotech
- Saban's Adventures of Peter Pan
- Saban's Adventures of Pinocchio
- Saban's Adventures of the Little Mermaid
- Sandokan
- SD Gundam Force
- Shinzo
- Tenchi in Tokyo
- Tiger & Bunny
- Transformers: Robots in Disguise
- Tokyo Pig
- Vampire Princess Miyu
- VR Troopers
- Willy Fog 2
- Wowser
- YS-II
- Zeiram

### Diretor de dublagem
- Bleach: Fade to Black
- Blue Dragon
- The Cockpit
- Captain Harlock and the Queen of a Thousand Years
- Dinozaurs
- DNA Sights 999.9
- Eagle Riders
- Gatchaman
- Honeybee Hutch
- Kyo Kara Maoh!
- Radiata Stories
- Requiem from the Darkness
- Robotech: Invasion
- Saint Tail
- Shinzo
- Speed Racer X
- Transformers: Robots in Disguise